# Wiesen (Burgenland)
Wiesen (Burgenland) é um município da Áustria localizado no distrito de Mattersburg, no estado de Burgenland.